# Sistema di smistamento bagagli

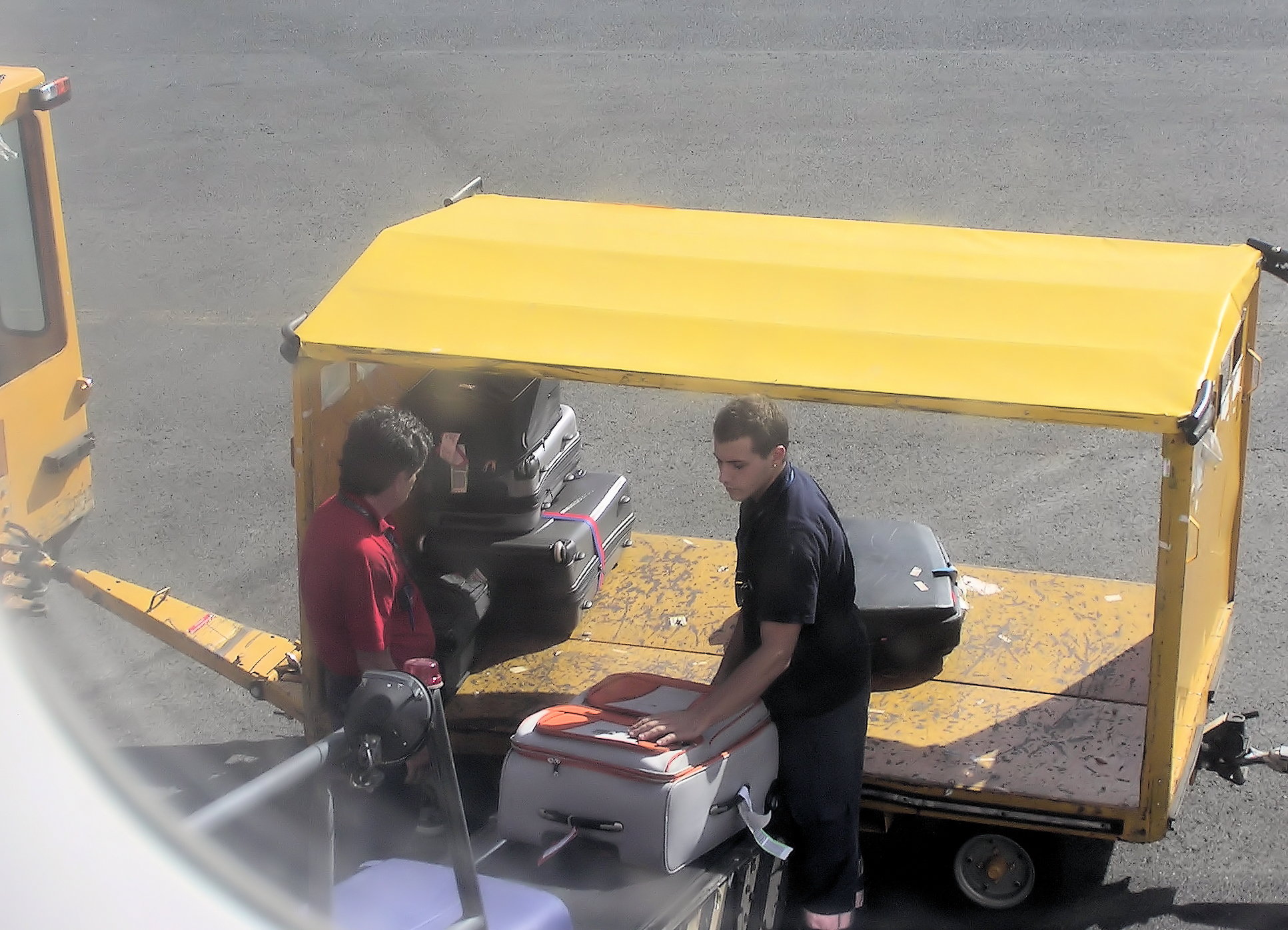
Un Baggage Handling System durante il caricamento dei bagagli in un Airbus A319

Il sistema di smistamento bagagli (in inglese: Baggage handling system, abbreviato: BHS), è un sistema logico per lo smistamento bagagli, tipicamente utilizzato negli aeroporti.
Nelle realtà medie o maggiori, il sistema è realizzato con un sistema meccanizzato di nastri trasportatori, "scambi" (detti pusher) e lettori di codici a barre (o più recentemente di etichette RFID).

## Processo logico
Lo smistamento bagagli ha come momenti principali quello del prelievo del bagaglio dalle mani del passeggero ed il suo caricamento sull'aereo, e viceversa il suo scaricamento dal velivolo e la riconsegna al passeggero, alla stazione di arrivo.
Caso particolare si ha negli scali di transito del passeggero, in cui il bagaglio deve essere scaricato da un aereo per essere caricato su un altro.
In questi casi il trasferimento del bagaglio può avvenire direttamente da aeromobile ad aeromobile, attraverso trattori e carrelli che circolano sul piazzale, oppure mediante reinserimento dei bagagli nel sistema di smistamento automatizzato, che provvederà al corretto instradamento verso l'aereo in partenza.

## Architettura
Non consideriamo qui gli smistamenti bagagli effettuati senza l'ausilio di infrastrutture tecnologiche.
Uno smistamento bagagli opera tradizionalmente attraverso nastri trasportatori, ma esistono anche sistemi basati su carrelli, anche mono-bagaglio, che si spostano lungo binari o lungo piste ottiche o magnetiche.
Il nastro ha origine al banco di check-in, ove il passeggero registra il bagaglio a proprio nome; sul bagaglio viene apposta un'etichetta identificativa (tag) che consentirà al sistema di instradarlo opportunamente verso il molo di carico.
Una volta avviato, il bagaglio viene trasportato verso un molo di carico, equivalente ad un binario morto; da tale molo viene prelevato e caricato su carrelli su ruote (il cosiddetto bagagli "sfuso"), che vengono poi trainati fino all'aereo, ove vengono caricati in stiva manualmente o attraverso piccoli nastri trasportatori.
In alternativa, per gli aerei predisposti (devono essere sufficientemente grandi) i bagagli vengono caricati in appositi contenitori denominati ULD (Unit Load Device), normalmente in alluminio, che una volta pieni vengono caricati in un'unica soluzione sull'aereo attraverso appositi sollevatori.
Il percorso dei nastri bagagli all'interno del BHS può essere anche molto articolato, e prevedere cambi di direzione del bagaglio: tali cambi sono controllati attraverso la lettura dell'etichetta del bagaglio e l'identificazione del molo di carico associato.
Esistono poi percorsi di attesa (nastri di ricircolo), in cui i bagagli vengono accumulati in attesa che si concretizzino le condizioni per l'instradamento verso il molo di carico - è il caso, per esempio, dei passeggeri in lista d'attesa.
All'arrivo, i bagagli vengono scaricati dall'aereo, e quindi portati e caricati sui nastri trasportatori presso appositi moli di carico.
Il bagaglio viene quindi opportunamente instradato verso il nastro di riconsegna ai passeggeri; il percorso appropriato viene scelto grazie alla lettura dell'etichetta apposta sui bagagli.
I bagagli che non vengono automaticamente riconosciuti passano ad un riconoscimento manuale, e nel caso che non sia più possibile identificare il bagaglio, questo viene portato all'ufficio bagagli smarriti (Lost & Found).

## Messaggistica IATA
L'instradamento dei bagagli avviene grazie alle informazioni inviate dalle compagnie aeree al momento dell'accettazione del bagaglio (check-in) e ricevute dal sistema di controllo del BHS.
Tali messaggi sono definiti e standardizzati dalla IATA, e possono essere:
- BSM (Baggage Source Message): ha lo scopo di indicare al BHS a quale volo sia destinato il bagaglio con una data etichetta (tale messaggio prevede anche ulteriori informazioni, quali il fatto che il bagaglio sia o meno in lista di attesa, se sia richiesto il controllo radiogeno (controllo ai raggi X), ecc.
- BTM (Baggage Transfer Message): è un messaggio simile al precedente, ma ha lo scopo di consentire la gestione dei bagagli in transito, ossia quelli in arrivo che devono essere scaricati e trasferiti su un volo in coincidenza.

## Parametri di valutazione di un BHS
L'efficienza di un BHS si misura secondo due parametri principali, che sono:
- il numero di bagagli movimentati per ora
- la percentuale di errore nell'instradamento dei bagagli

Il primo parametro può essere migliorato aumentando la velocità dei nastri, mentre il secondo utilizzando sistemi più sofisticati per la lettura delle etichette bagaglio (Bag Tag).
L'utilizzo di etichette RFID previene molti problemi legati all'occasionale illeggibilità delle etichette.
Il tempo necessario per trasferire un bagaglio (ed il suo proprietario, naturalmente) da un volo ad un altro contribuisce a definire il cosiddetto tempo di coincidenza (MCT - Minimum Connection Time) di un aeroporto: tanto è minore, tanto più l'aeroporto è efficiente nel gestire passeggeri e bagagli, consentendo l'emissione da parte delle agenzie di biglietti per coincidenze più rapide.